# Centromerus dilutus
Centromerus dilutus är en spindelart som först beskrevs av O. Pickard-Cambridge 1875.  Centromerus dilutus ingår i släktet Centromerus och familjen täckvävarspindlar. Inga underarter finns listade i Catalogue of Life.